# 似鳥形龍屬
似鳥形龍屬（學名：Ornithomimoides）是獸腳亞目恐龍的一屬，是種小型恐龍，生存於白堊紀（马斯特裡赫特期，距今約7千萬至6千6百萬年前）的印度。當中已有兩個物種，但都只有個別的脊椎骨。模式種O. barasimlensis是5節背椎，而運動似鳥形龍（O. mobilis）則是4節較小的脊椎，這些都是從同一個地點發現的。牠們有可能是阿貝力龍超科中非常小型的物種，只有約2公尺長。目前的狀態為疑名。